# Лоуел (Мичиген)
Лоуел (Мичиген) (енгл. Lowell) град је у америчкој савезној држави Мичиген. По попису становништва из 2010. у њему је живело 3.783 становника.

## Демографија
Према попису становништва из 2010. у граду је живело 3.783 становника, што је 230 (5,7%) становника мање него 2000. године.
| Група             | 2000.         | 2010.         |
| Белци             | 3.819 (95,2%) | 3.509 (92,8%) |
| Афроамериканци    | 23 (0,6%)     | 48 (1,3%)     |
| Азијати           | 17 (0,4%)     | 21 (0,6%)     |
| Хиспаноамериканци | 86 (2,1%)     | 114 (3,0%)    |
| Укупно            | 4.013         | 3.783         |